# Guillaume Bellom
Guillaume Bellom est un pianiste français né à Besançon le 28 juin 1992.

## Biographie
Guillaume Bellom commence l'étude du piano et du violon dès l'âge de six ans au conservatoire à rayonnement régional de Besançon. Il poursuivra ensuite ses études au Conservatoire national supérieur de musique de Paris dans la classe de piano de Nicholas Angelich et d’Hortense Cartier-Bresson.
Il est finaliste et prix “Modern Times” de la meilleure interprétation de la pièce contemporaine lors du Concours International de Piano Clara Haskil en 2015, et remporte la même année le premier prix du Concours International de Piano d'Epinal.
Il est régulièrement invité à jouer à la Fondation Singer-Polignac où il est artiste associé depuis 2018.
Il donne régulièrement des concerts, comme sur la scène nationale de Chambéry avec Renaud Capuçon le 21 mai 2019 ou pour le 250e anniversaire de la naissance de Beethoven en juin 2020.
En 2024, il accompagne Stéphanie Huang aux Rencontres musicales d'Évian.

## Discographie
- (2013) Schubert - 4 Mains, avec Ismael Margain (Aparte)
- (2014) Mozart - 4 Mains, avec Ismael Margain (Aparte)
- (2017) Cello Sonatas, Sonates de Schubert, Mendelssoh, Strauss avec Yan Levionnois (Fondamenta)
- (2017) Schubert, Haydn, Debussy (Claves Records)
- (2018) A deux pianos, avec Ismael Margain, Yan Levionnois, Anthoy Kondo, Julien Desplanque (B Records)
- (2019) Saint-Saëns, avec le quatuor Girard (B Records)
- (2024) Strauss, Piano Works (Mirare (en))